# Dovyalis
Dovyalis é um género botânico pertencente à família Salicaceae, e anteriormente incluído na família Flacourtiaceae. Aberia é um sinónimo.